# Wolfgang Breuer (Manager)
Wolfgang Breuer (* 13. Februar 1962 in Köln) ist ein deutscher Versicherungsmanager. Er ist seit 2020 Vorstandsvorsitzender des fusionierten Provinzial Konzerns und war seit 2015 Vorstandsvorsitzender der Provinzial NordWest. Als Funktionär leitet er den Verband öffentlicher Versicherer.

## Werdegang
Breuer studierte zwischen 1981 und 1987 Betriebswirtschaftslehre an der Universität Köln, anschließend promovierte er am Institut für Verkehrswissenschaften der Hochschule zum Doktor der Wirtschafts- und Sozialwissenschaften. 1990 trat er in den Dienst des Gerling-Konzerns, bei dem er ab 2002 im Vorstand einzelner Servicegesellschaften saß. 2007 rückte er in den Vorstand der Holding-Gesellschaft des Konzerns auf, zudem wurde er Vorstandsvorsitzender der HDI Direkt Versicherung AG. 2011 wechselte er in den Versicherungszweig des Finanzdienstleisters Wüstenrot & Württembergische, wo er im Gruppenvorstand einen Sitz erhielt sowie jeweils Vorstandsposten bei der Württembergische Versicherung und der Württembergische Lebensversicherung besetzte. Mit Jahresbeginn 2015 wechselte er als Nachfolger von Ulrich Rüther an die Spitze der Provinzial NordWest, zudem übernahm er den Vorstandsvorsitz der Tochtergesellschaften Westfälische Provinzial Versicherung und Provinzial NordWest Lebensversicherung. Ein Jahr später folgte noch der Vorstandsvorsitz in der Tochtergesellschaft Hamburger Feuerkasse.
2015 wurde Breuer nach seiner Berufung zum Vorstandsvorsitzenden der Provinzial NordWest Holding als Mitglied in den Verwaltungsrat des Verbands öffentlicher Versicherer aufgenommen. Nachdem er dort zwischenzeitlich zum stellvertretenden Vorsitzenden aufgerückt worden war, wurde er im November 2019 als Nachfolger von Hermann Kasten zum neuen Präsidenten der Interessenvertretung der Öffentlichen Versicherer gewählt.
Zusätzlich ist Breuer Mitglied des Aufsichtsrats der Deutschen Rückversicherung Aktiengesellschaft, Aufsichtsratsvorsitzender der ÖRAG Rechtsschutzversicherungs-AG, stellvertretender Aufsichtsratsvorsitzender in der Consal-Gruppe sowie im Präsidium und Präsidialausschuss Risikoschutz für Gesellschaft und Wirtschaft des Gesamtverbands deutscher Versicherer.